# يوسف سلطان بنتن
يوسف بن حسن الدين (المتوفى 988 هـ/ 1580 م) سياسي وحاكم لمنطقة بنتن في جزيرة جاوة. كان السلطان الثاني لسلطنة بنتن، وحكم من حوالي 1570 حتى 1580 م. وفي عهده وعهد ابنه محمد بلغت بنتن قمة العمران والمجد والقوة، حيث اهتم يوسف بالإصلاح الزراعي والري، وأمر بحفر القنوات لدى المزارع، حتى كانت محصولاتها تسد الحاجة. وفي حوالي عام 1579 م، غزا سلطة فاجاجاران، التي كانت آخر مملكة هندوسية بوذية مهمة في جاوة، وقضى عليها، وبذلك انتهى آخر معقل للهندوسية في جاوة الغربية.
وتوجد طائفة البدوي [الإنجليزية] على هندوكيتها في بنتن إلى يومنا هذا، مما يشهد بأن هجوم بنتن على فاجاجاران كان بقصد القضاء على سلطتها السياسية، لا على إكراهها على الدخول في الإسلام، ولكن بعض الهولنديين كتبوا عن ذلك ما يخالف الواقع.

## نسبه
يوسف بن حسن الدين بنتن بن هداية الله سونن جاتي بن عبد الله بن علي بن جمال الدين الحسين بن أحمد بن عبد الله عظمة خان بن عبد الملك بن علوي عم الفقيه المقدم بن محمد صاحب مرباط بن علي خالع قسم بن علوي بن محمد بن علوي بن عبيد الله بن أحمد المهاجر بن عيسى بن محمد النقيب بن علي العريضي بن جعفر الصادق بن محمد الباقر بن علي زين العابدين بن الحسين السبط بن علي بن أبي طالب، وعلي زوج فاطمة بنت محمد ﷺ.
فهو الحفيد 24 لرسول الله محمد ﷺ في سلسلة نسبه.